# (6170) Левассёр
(6170) Левассёр (лат. Levasseur) — астероид, относящийся к группе астероидов пересекающих орбиту Марса. Он был открыт 5 апреля 1981 года американским астрономом Эдвардом Боуэллом  в обсерватории Андерсон-Меса и назван в честь французского экономиста, историка и географа Пьера Левассёра.

Орбита астероида Левассёр и его положение в Солнечной системе